# Wiesen und Heiden an Glatt und Mühlbach
Das FFH-Gebiet Wiesen und Heiden an Glatt und Mühlbach ist ein im Jahr 2005 durch das Regierungspräsidium Freiburg nach der Richtlinie 92/43/EWG (Fauna-Flora-Habitat-Richtlinie) gemeldetes Schutzgebiet (Schutzgebietskennung DE-6726-341) im deutschen Bundesland Baden-Württemberg. Mit Verordnung des Regierungspräsidiums Freiburg vom 25. Oktober 2018 (in Kraft getreten am 11. Januar 2019), wurde das Schutzgebiet ausgewiesen.

## Lage
Das 587,5 Hektar große Schutzgebiet gehört zu den Naturräumen 100-Vorland der westlichen Schwäbischen Alb innerhalb der naturräumlichen Haupteinheit 10-Schwäbisches Keuper-Lias-Land und 122-Obere Gäue innerhalb der naturräumlichen Haupteinheit 12-Neckar- und Tauber-Gäuplatten.
Es besteht aus zwölf Teilgebieten und erstreckt sich über die Markungen von zwei Gemeinden im Landkreis Rottweil:
- Dornhan – 240,8823 ha = 41,0 %
- Sulz am Neckar – 346,6355 ha = 59,0 %

## Beschreibung und Schutzzweck
Das Schutzgebiet umfasst ausgedehnte Heiden, Kalkmagerrasen und Wiesen in den Hangbereichen der Neckar-Seitenflüsse Glatt und Mühlbach. Im Glatttal umfasst es außerdem bedeutende Vorkommen von Kalktuffquellen mit ausgeprägten Tuffbildungen.

### Lebensraumklassen
(allgemeine Merkmale des Gebiets) (prozentualer Anteil der Gesamtfläche)
Angaben gemäß Standard-Datenbogen aus dem Amtsblatt der Europäischen Union
|                                                |                                                |  |      |      |
| N09 – Trockenrasen, Steppen                    | N09 – Trockenrasen, Steppen                    |  | 20 % | 20 % |
| N10 – Feuchtes und mesophiles Grünland         | N10 – Feuchtes und mesophiles Grünland         |  | 55 % | 55 % |
| N15 – Anderes Ackerland                        | N15 – Anderes Ackerland                        |  | 7 %  | 7 %  |
| N16 – Laubwald                                 | N16 – Laubwald                                 |  | 4 %  | 4 %  |
| N17 – Nadelwald                                | N17 – Nadelwald                                |  | 3 %  | 3 %  |
| N19 – Mischwald                                | N19 – Mischwald                                |  | 9 %  | 9 %  |
| N21 – Nicht-Waldgebiete mit hölzernen Pflanzen | N21 – Nicht-Waldgebiete mit hölzernen Pflanzen |  | 2 %  | 2 %  |
|                                                |                                                |  |      |      |

### Lebensraumtypen
Folgende Lebensraumtypen nach Anhang I der FFH-Richtlinie kommen im Gebiet vor:
| EU Code | Lebensraumtyp (offizielle Bezeichnung)                                                               | Kurzbezeichnung                      | Hektar |
| ------- | --- | ------------------------------------ | ------ |
| 4030    | Trockene europäische Heiden                                                                          | Trockene Heiden                      | 0,23   |
| 5130    | Formationen von Juniperus communis auf Kalkheiden und -rasen                                         | Wacholderheiden                      | 10,94  |
| 6210    | Naturnahe Kalk-Trockenrasen und deren Verbuschungsstadien                                            | Kalk-Magerrasen                      | 26,37  |
| 6430    | Feuchte Hochstaudenfluren der planaren und montanen bis alpinen Stufe                                | Feuchte Hochstaudenfluren            | 0,91   |
| 6510    | Magere Flachland-Mähwiesen (Alopecurus pratensis, Sanguisorba officinalis)                           | Magere Flachland-Mähwiesen           | 146,19 |
| 7220    | Kalktuffquellen (Cratoneurion)                                                                       | Kalktuffquellen                      | 3,75   |
| 7230    | Kalkreiche Niedermoore                                                                               | Kalkreiche Niedermoore               | 0,55   |
| 8210    | Kalkfelsen mit Felsspaltenvegetation                                                                 | Kalkfelsen mit Felsspaltenvegetation | 0,01   |
| 9180    | Schlucht- und Hangmischwälder Tilio-Acerion                                                          | Schlucht- und Hangmischwälder        | 0,20   |
| 91E0    | Auen-Wälder mit Alnus glutinosa und Fraxinus excelsior (Alno-Padion, Alnion incanae, Salicion albae) | Auenwälder mit Erle, Esche, Weide    | 5,21   |

### Arteninventar
Folgende Arten von gemeinschaftlichem Interesse kommen im Gebiet vor:
| Bild         | EU Code | * | Art          | wissenschaftlicher Name | Artengruppe           |
| ------------ | ------- | - | ------------ | ----------------------- | --------------------- |
| Groppe       | 1163    |   | Groppe       | Cottus gobio            | Fische und Rundmäuler |
| Dicke Trespe | 1882    |   | Dicke Trespe | Bromus grossus          | Pflanzen              |

### Zusammenhängende Schutzgebiete
Das FFH-Gebiet überschneidet sich sowohl mit mehreren bestehenden Landschaftsschutzgebieten als auch mit dem Naturschutzgebiet Nr. 3215 Hungerbühl-Weiherwiesen. Teile des Gebiets bei Dornhan liegen im Naturpark Schwarzwald Mitte/Nord.